# SMS Goeben
SMS Goeben – krążownik liniowy (klasyfikowany oficjalnie jako wielki krążownik, niem.: Großer Kreuzer), zbudowany dla Kaiserliche Marine w latach 1909–1912. Po wejściu do służby został skierowany na Morze Śródziemne, gdzie wraz z lekkim krążownikiem „Breslau” utworzył Eskadrę Śródziemnomorską (niem.: Mittelmeerdivision), reprezentującą interesy Rzeszy w regionie. W sierpniu 1914 roku, po wypowiedzeniu Niemcom wojny przez Wielką Brytanię, oba okręty były przez sześć dni ścigane przez jednostki Floty Śródziemnomorskiej Royal Navy, lecz ostatecznie wymknęły się i bezpiecznie dotarły do Konstantynopola.
Włączony 16 sierpnia 1914 roku do floty tureckiej i przemianowany formalnie na Yavuz Sultan Selim, był aktywnie wykorzystywany w działaniach I wojny światowej, przeciwko Rosji na Morzu Czarnym, a później także okrętom sprzymierzonych na Morzu Egejskim. Po zakończeniu wojny pozostał w składzie tureckiej marynarki wojennej, zmieniając nazwę kolejno na Yavuz Selim, a następnie na Yavuz. Z czynnej służby został wycofany dopiero w 1973 roku, jako ostatni przedstawiciel swojej klasy. Łącznie ze służbą w marynarce tureckiej, SMS Goeben był najdłużej pełniącym służbę operacyjną okrętem w historii, mimo zaś faktu że jednostka nie zadała znaczących strat nieprzyjacielowi, przez swój wpływ na przebieg I wojny światowej na Morzu Śródziemnym, ze względów strategicznych uznawany jest za jeden z najbardziej efektywnych okrętów w historii.
Po nieudanych próbach sprzedania go rządowi Republiki Federalnej Niemiec i zachowania jako okrętu-muzeum, został ostatecznie zezłomowany w latach 70. XX wieku.

## Budowa
„Goeben” został zamówiony 8 kwietnia 1909 roku, pod tymczasową nazwą „krążownik H”, jako drugi z wielkich krążowników typu Moltke. Stanowiły one ulepszoną, powiększoną wersję pierwszego niemieckiego okrętu tej klasy, „Von der Tann”, z dodatkową wieżą artylerii głównej na rufie i innymi, drobniejszymi modyfikacjami. Stępkę pod budowę, oznaczoną numerem stoczniowym 201, położono w stoczni koncernu Blohm & Voss 28 sierpnia 1909 roku (w literaturze spotyka się również inne daty, między innymi marzec, 12 sierpnia i grudzień 1909 roku). Wodowanie odbyło się 28 marca 1911 roku. Nazwą upamiętniono pruskiego generała z czasów wojny francusko-pruskiej, Augusta Karla von Goebena (1816–1880), zaś nadał ją, w obecności delegacji 2. Nadreńskiego Pułku Piechoty „von Goeben” generał Paul von Ploetz. Prace wyposażeniowe ukończono 2 lipca 1912 roku, po czym rozpoczęto próby morskie.
Koszt budowy okrętu wyniósł 41 564 000 ówczesnych marek.

## Opis konstrukcji

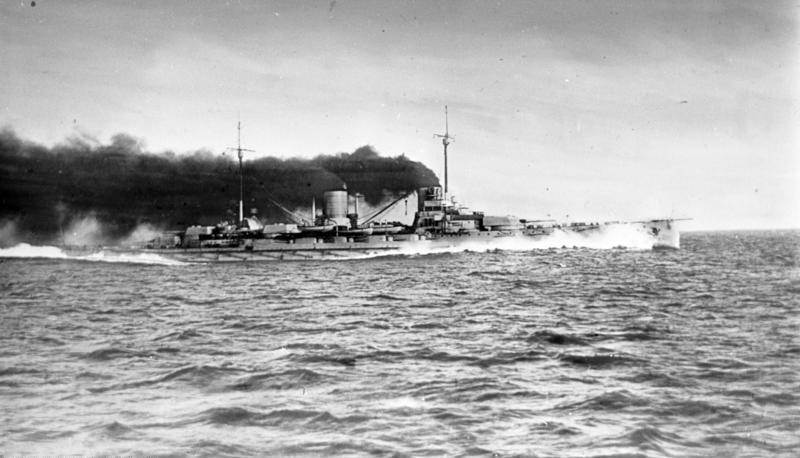
„Goeben” płynący z dużą prędkością

„Goeben”, podobnie jak jego jednostka bliźniacza, „Moltke”, miał długość całkowitą 186,6 m i szerokość maksymalną 29,4 m (stosunek długości do szerokości 6,35). Jego wyporność konstrukcyjna wynosiła 22 979 ton metrycznych, zaś pełna 25 400 ton. Przy obciążeniu do wyporności pełnej zanurzenie wynosiło od 8,77 m na dziobie do 9,19 m na rufie. Grodzie wodoszczelne dzieliły kadłub na 15 przedziałów, podwójne dno obejmowało 78% długości okrętu.
Napęd krążownika stanowiły dwa zespoły turbin parowych systemu Parsonsa, każdy składający się z turbiny wysokiego i niskiego ciśnienia o łącznej projektowanej mocy 52 000 KM. Napędzały one za pośrednictwem wałów napędowych cztery śruby o średnicy 3,74 m. Parę do turbin dostarczały 24 kotły opalane węglem, umieszczone w ośmiu kotłowniach. Planowana prędkość maksymalna, wynosząca 25,5 węzła, została znacznie przekroczona podczas prób morskich i wyniosła 28 węzłów przy 85 661 KM mocy maksymalnej zmierzonej na wałach. Projektowany zapas węgla wynosił 1000 ton i mógł być w razie konieczności zwiększany do maksymalnie 3100 ton, co pozwalało przepłynąć 4120 mil morskich przy prędkości ekonomicznej 14 węzłów.
Główne uzbrojenie „Goebena” stanowiło dziesięć dział 28 cm SK L/50, o faktycznym kalibrze 283 mm i długości lufy 50 kalibrów, umieszczonych w pięciu wieżach artyleryjskich, znajdujących się na pokładzie dziobowym (jedna, tradycyjnie w marynarce niemieckiej zwana „Anton”), na śródokręciu (dwie rozmieszczone diagonalnie na burtach: „Bruno” i „Cäsar”) oraz na rufie (dwie w superpozycji: „Dora” i „Emil”). Zapas amunicji wynosił 810 sztuk (po 162 jednostki ognia na wieżę). Na artylerię średnią składało się dwanaście dział 15 cm SK L/45 kalibru 149,1 mm, umieszczonych w kazamatach, po sześć na burcie oraz dwanaście dział 8.8 cm SK L/45 kalibru 88 mm, po sześć na burtę. Te ostatnie zostały później uznane za nieskuteczne i były sukcesywnie demontowane. W ich miejsce na rufowej nadbudówce zainstalowano cztery działa przeciwlotnicze 8.8 cm Flak L/45 kalibru 88 mm. Ponadto okręt posiadał cztery podwodne wyrzutnie torpedowe kal. 500 mm, umieszczone w sposób typowy dla niemieckich ciężkich okrętów tego okresu: jedna na dziobie, jedna na rufie po lewej stronie urządzenia sterowego oraz dwie na burtach prostopadle do osi podłużnej jednostek. Krążownik zabierał łącznie 11 torped typu G/7. Łączna masa salwy burtowej z dział artylerii głównej i średniej (28 i 15 cm) wynosiła 3260 kg.
Pancerz okrętu wykonany była w całości ze stali Kruppa. Składał się z cytadeli pancernej o ścianach pionowych grubości 270 mm, chroniącej główne elementy konstrukcji, pancerza pionowego poza cytadelą o grubości 100 mm, pancernych kazamat o grubości ścian do 150 mm i opancerzenia poziomego o łącznej grubości 75 mm. Wieże artyleryjskie były chronione pancerzem o grubości do 230 mm a ich barbety 250 mm, pancerne stanowisko dowodzenia miało pancerz o grubości do 350 mm. Podwodne części krążownika były chronione wzdłużną grodzią przeciwtorpedową o grubości od 50 mm w rejonie wież artyleryjskich i komór amunicyjnych do 30 mm w mniej istotnych fragmentach konstrukcji.
Załoga okrętu według projektu miała wynosić 43 oficerów oraz 1010 podoficerów i marynarzy w okresie pokoju, a w czasie wojny sukcesywnie rosła. W 1916 roku liczyła 1346 osób.

## Służba operacyjna

### Lata przedwojenne
Po zakończeniu budowy w lipcu 1912 roku „Goeben” został włączony w skład Hochseeflotte i wraz z nią uczestniczył w wielkich jesiennych manewrach floty. Pierwszym dowódcą okrętu został komandor (Kapitän zur See) Otto Phillip. Wobec zwiększającego się napięcia międzynarodowego na Bałkanach dowództwo Kaiserliche Marine postanowiło stworzyć Eskadrę Śródziemnomorską, reprezentującą interesy Niemiec w regionie. Jej powstanie sankcjonował rozkaz cesarza Wilhelma II z 1 listopada 1912 roku, a w jej skład wszedł „Goeben” i lekki krążownik „Breslau”. Dowódcą eskadry mianowano kontradmirała Konrada Trummlera. Obydwa okręty opuściły Kilonię 4 listopada 1912 roku, już po wybuchu I wojny bałkańskiej i 15 listopada zawinęły do Konstantynopola. Tam z ich załóg wydzielono oddział dla ochrony placówek dyplomatycznych znajdujących się w mieście, na wypadek jego zajęcia przez wojska bułgarskie. W 1913 roku „Goeben” reprezentował Niemcy na pogrzebie króla Grecji Jerzego I. 23 października 1913 roku kolejnym dowódcą Eskadry Śródziemnomorskiej został mianowany kontradmirał Wilhelm Souchon.
Niemieckie okręty nie angażowały się zbrojnie, ale w ciągu następnych miesięcy do wybuchu I wojny światowej odbyły szereg wizyt w portach Morza Śródziemnego, między innymi w Wenecji, Neapolu i Poli oraz kilku miastach Lewantu. W 1913 roku na „Goebenie” wystąpiły problemy z kotłami, co znacznie ograniczyło prędkość krążownika. Naprawa, przeprowadzona w Poli przez niemieckich stoczniowców nie zlikwidowała przyczyny kłopotów, prędkość maksymalna okrętu spadła do około 17−18 węzłów. W ostatnich dniach marca i pierwszych dniach maja krążowniki dwukrotnie miały zaszczyt eskortowania jachtu „Hohenzollern” z niemiecką parą cesarską, podróżującą po Morzu Śródziemnym. Od kwietnia 1914 roku nowym dowódcą okrętu był komandor Richard Ackermann. Plany powrotu na remont siłowni do Niemiec („Goeben” miał być zastąpiony w składzie Eskadry przez bliźniaczego „Moltke”) zostały anulowane po zamachu w Sarajewie. Ostatecznie naprawę przeprowadzono znów w stoczni w Poli, z udziałem niemieckich specjalistów. Zakończono ją 28 lipca 1914 roku, w dniu wypowiedzenia przez Austro-Węgry wojny przeciwko Serbii, po czym admirał Souchon postanowił niezwłocznie opuścić łatwy do zablokowania Adriatyk i skierował się do Mesyny, licząc na współpracę ze strony sojuszniczych Włoch. Jego okręt osiągał w tym czasie chwilową prędkość maksymalną 22 węzłów.

### I wojna światowa

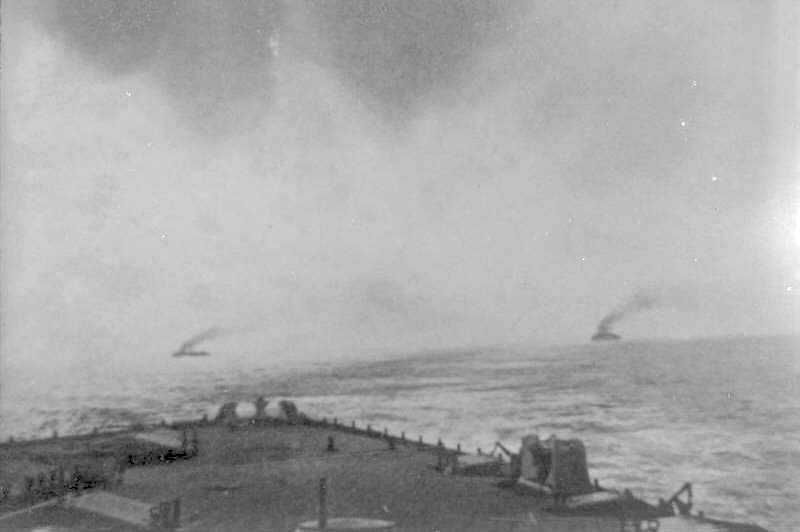
Brytyjski pościg widziany z pokładu „Goebena”

W pierwszych dniach sierpnia 1914 roku, pomimo formalnego trwania pokoju pomiędzy Francją i Wielką Brytanią a Niemcami, obie strony przygotowywały się do działań także na Morzu Śródziemnym. Po ogłoszeniu we Francji powszechnej mobilizacji stacjonujący w Afryce Północnej XIX Korpus miał być przetransportowany do metropolii. Ponieważ niemiecka eskadra stanowiła realne zagrożenie dla tej operacji, dowódca brytyjskiej Floty Śródziemnomorskiej, admirał Archibald Berkeley Milne otrzymał od Admiralicji rozkaz ochrony francuskich transportów.
Niemieckie okręty opuściły Mesynę i skierowały się w stronę wybrzeża afrykańskiego. Słusznie przewidując bliską wojnę z Francją, admirał Souchon chciał zaatakować francuskie porty i linie komunikacyjne. Po otrzymaniu wieczorem 3 sierpnia depeszy radiowej o wypowiedzeniu wojny Francji, jego okręty zbombardowały rankiem następnego dnia urządzenia portowe w Philippeville i Bône. W drodze powrotnej do Mesyny, gdzie niemieckie jednostki miały zaopatrzyć się w węgiel, napotkały, w odległości około pięciu mil morskich, płynące w przeciwnym kierunku krążowniki liniowe brytyjskiej Floty Śródziemnomorskiej: „Indomitable” i „Indefatigable”. Ponieważ w tamtej chwili Wielka Brytania nie była jeszcze w stanie wojny z Niemcami (wypowiedzenie wojny nastąpiło o 23.00 czasu GMT, po upłynięciu terminu brytyjskiego ultimatum i rozpoczęciu niemieckiej inwazji na Belgię), okręty brytyjskie rozpoczęły jedynie śledzenie niemieckiej eskadry. Z powodu kłopotów z urządzeniami napędowymi, brytyjskie krążowniki liniowe nie były w stanie utrzymać prędkości osiągniętej przez Niemców, kontakt wzrokowy podtrzymywał jedynie krążownik lekki „Dublin”, jednak i jego obserwatorzy zgubili niemieckie okręty w zapadającym zmroku i mgle. Rankiem następnego dnia, gdy Wielka Brytania i Niemcy były już w stanie wojny, niemiecka eskadra nie niepokojona zawinęła do Mesyny.
Brytyjczycy spodziewali się kolejnego rejsu Niemców przeciwko francuskim konwojom, stąd też admirał Milne zgromadził niemal wszystkie siły na zachód od Mesyny. Wschodni kierunek patrolował jedynie samotny krążownik lekki „Gloucester” oraz 1. Eskadra Krążowników kontradmirała Ernesta Troubridge’a, składająca się z czterech krążowników pancernych osłanianych przez niszczyciele. Tymczasem Włochy, wbrew wcześniejszym zobowiązaniom wobec państw centralnych, zadeklarowały swą neutralność w toczącym się konflikcie, co stawiało niemieckiego dowódcę w trudnej sytuacji. Zgodnie z otrzymanymi wcześniej rozkazami, zespół admirała Souchona skierował się w stronę Konstantynopola, obierając początkowo kurs na Adriatyk, czym zmylił zupełnie ścigającego go kontradmirała Troubridge’a. Ten, po zrozumieniu swego błędu, wysłał „Dublin” i dwa niszczyciele celem doścignięcia Niemców i przeprowadzenia ataku torpedowego, ale w zapadających ciemnościach okazało się to niemożliwe do zrealizowania. Mając na uwadze przewagę ogniową i szybkości niemieckiej eskadry, kontradmirał Troubridge zaprzestał pościgu rankiem 7 sierpnia. Kontynuujący go „Gloucester” wdał się w krótką wymianę ognia z „Breslau”, po czym brak paliwa zmusił również jego dowódcę do rezygnacji z dalszego podążania śladem Niemców.
Dopiero 9 sierpnia admirał Milne otrzymał wyraźny rozkaz od Admiralicji, aby podjąć pościg za niemieckimi okrętami, które w tym czasie minęły już przylądek Matapan i zaopatrzyły się w węgiel z oczekującego na nie, wysłanego wcześniej na wody greckie niemieckiego statku. 10 sierpnia krążowniki admirała Souchona dotarły bezpiecznie na wody wciąż neutralnego Imperium Osmańskiego (Turcji) i przez Dardanele, prowadzone przez miejscowego pilota i witane oficjalnie przez turecki niszczyciel, wpłynęły następnego dnia do Stambułu. Wobec protestów Wielkiej Brytanii i Francji (zgodnie z prawem międzynarodowym okręty strony wojującej mogły przebywać w neutralnym porcie nie dłużej niż trzy dni) rząd osmański oświadczył, że zakupił obydwie jednostki i w oficjalnej ceremonii, która odbyła się 16 sierpnia 1914 roku, przyjęto je w skład marynarki osmańskiej. „Goeben” otrzymał nazwę „Yavuz Sultan Selim” (na cześć sułtana Selima I Groźnego, Niemcy używali także transkrypcji „Jawus Sultan Selim”) i funkcję okrętu flagowego osmańskiej floty, „Breslau” zaś „Midilli”. Na obydwu okrętach zatrzymano niemieckie załogi (chociaż marynarze otrzymali częściowo tureckie umundurowanie), zaś Wilhelm Souchon został 23 września mianowany głównodowodzącym marynarki osmańskiej w randze wiceadmirała, pozostając wciąż kontradmirałem Kaiserliche Marine.

#### Operacje na Morzu Czarnym
Turcja osmańska, pomimo bliskich stosunków z Rzeszą i zamknięcia Bosforu dla żeglugi państw ententy, nie zdecydowała się na przystąpienie do wojny u boku państw centralnych. Wykorzystując obecność w Konstantynopolu krążowników i ich załóg, niemiecki sztab generalny postanowił postawić Turków przed faktami dokonanymi. 28 października 1914 roku „Yavuz Sultan Selim” i „Midilli” (zwane wciąż przez prasę światową ich niemieckimi nazwami) wyszły w morze w osłonie dwóch tureckich kontrtorpedowców („Taşoz” i „Samsun”), płynąc początkowo wzdłuż wybrzeża Anatolii, a następnie, pod osłoną ciemności, skręcając na północ. Ranek zastał zespół w rejonie Sewastopola. Około godziny 6.30, z dystansu 7 mil morskich, krążownik liniowy wystrzelił w ciągu 15 minut 47 pocisków z dział głównego kalibru i 12 średniego. Rosyjskie baterie nadbrzeżne, wspomagane przez artylerię starego pancernika „Gieorgij Pobiedonosiec”, otworzyły w końcu ogień, uzyskując trzy trafienia, chociaż nie powodując znaczniejszych uszkodzeń. Zmusiło to jednak obydwa okręty do przerwania ognia i obrania kursu powrotnego. Wkrótce napotkały one w morzu rosyjski stawiacz min „Prut”, którego załoga zdecydowała się pod ogniem ciężkich dział na samozatopienie jednostki. Trzy dozorujące na podejściach do baz stare niszczyciele rosyjskie, dowodzone przez kapitana I rangi (komandora) księcia Władimira W. Trubeckiego, pomimo olbrzymiej dysproporcji sił podjęły próbę zbliżenia się do ataku torpedowego. Trafienie pociskiem średniego kalibru we flagowy „Lejtienant Puszczin”, na którym wybuchł pożar, zmusiło jednak rosyjskiego dowódcę do wycofania się. W drodze powrotnej „Yavuz Sultan Selim” zatrzymał jeszcze parowiec „Ida” (1708 BRT), obsadzony załogą pryzową i doprowadzony jako zdobycz wojenna do Konstantynopola. Zarządzony przez dowództwo Floty Czarnomorskiej pościg nie dał rezultatów: powolne przeddrednoty nie były w stanie dogonić szybkiego przeciwnika. Inne okręty tureckie zaatakowały równocześnie inne porty rosyjskie. Materialne efekty ataku poza utratą stawiacza min były niewielkie, ale jego polityczny wydźwięk znaczny: 2 listopada Rosja, zaś trzy dni później Wielka Brytania i Francja, wypowiedziały wojnę Imperium Osmańskiemu.
Wcielenie okrętów niemieckich do floty osmańskiej zmieniło układ sił na Morzu Czarnym. Przed sierpniem 1914 roku rosyjska Flota Czarnomorska zdecydowanie dominowała nad nieliczną i w dużej mierze przestarzałą marynarką osmańską. „Yavuz Sultan Selim” ze swą dobrze wyszkoloną załogą miał przewagę siły ognia, prędkości i opancerzenia nad każdym z pięciu przeddrednotów, którymi dysponowali Rosjanie na tym akwenie pod koniec 1914 roku. Pierwsze starcie z nimi nastąpiło 18 listopada w pobliżu Krymu, gdy rosyjska eskadra powracała z akcji bombardowania Trapezuntu. Przy słabej z powodu mgły widzialności niemieccy artylerzyści uzyskali cztery trafienia na okręcie flagowym Floty Czarnomorskiej, pancerniku „Jewstafij”, nakrywając przeciwnika już w drugiej salwie. Pierwszy pocisk trafił w komin i zerwał antenę radiostacji, dwa kolejne przebiły pancerz pokładu bateryjnego artylerii średniej, czwarty rozerwał się w wodzie tuż koło burty, przebijając ją odłamkami. Zginęło pięciu oficerów oraz 29 podoficerów i marynarzy, 24 dalszych odniosło rany (według innego źródła zginęło 33, rannych zostało 35 Rosjan). Dwa dalsze pociski rozerwały się w pobliżu burty innego rosyjskiego przeddrednota, „Rostisława”. „Yavuz Sultan Selim” został trafiony jeden raz, w pokład bateryjny artylerii średniej w okolicy trzeciej kazamaty lewej burty, tracąc w starciu, nazwanym bitwą koło przylądka Sarycz, 13 zabitych i trzech rannych (według innych źródeł 12 lub 16 zabitych).
5 grudnia turecki okręt flagowy osłaniał cztery transportowce wojska, płynące do Rize. Na jego pokład zaokrętował się Enwer Pasza, który udawał się na front kaukaski, objąć dowództwo 3. Armii. Po wypełnieniu zadania „Yavuz Sultan Selim” ostrzelał Batumi, w następnych dniach wraz z krążownikiem pancernopokładowym „Hamidiye” eskortował transporty wojska wzdłuż czarnomorskiego wybrzeża Turcji.
26 grudnia krążownik, powracający z operacji ochrony transportowców wojska płynących do Trapezuntu wszedł na dwie rosyjskie miny przy wejściu do Bosforu i do jego wnętrza dostało się około 2000 ton wody. Zginęło dwóch członków załogi. Uszkodzenia obydwu burt były szczególnie trudne do naprawy na miejscu w Turcji, gdzie nie było odpowiedniej wielkości doku pływającego. Konieczne było użycie cementowych, prowizorycznych zabezpieczeń, co wymagało również czasu. Prace trwały aż do maja 1915 roku, chociaż w tym czasie okręt wychodził w morze, np. w dniach 3 i 4 kwietnia osłaniał akcję floty bombardującej Odessę, podczas której na minie zatonął turecki krążownik „Mecidiye”. W drodze powrotnej „Yavuz Sultan Selim” i „Midilli” zatopiły dwa rosyjskie parowce i były następnie ścigane przez okręty rosyjskie, próbujące z nastaniem ciemności przeprowadzić atak torpedowy. Ostatecznie obydwa powróciły bezpiecznie na kotwicowisko w Bosforze.
1 i 2 maja okręty rosyjskie ostrzelały forty broniące czarnomorskiego wejścia do Bosforu, używając wodnosamolotów do korygowania ognia. W obawie przed ewentualnymi atakami lotniczymi „Yavuz Sultan Selim” został wycofany w głąb Morza Marmara. 10 maja Flota Czarnomorska ponownie przygotowywała się do ostrzeliwania fortów i „Yavuz Sultan Selim” został wysłany w celu jej zniszczenia. Rano tego dnia zdołał zaskoczyć rosyjskie pancerniki podzielone na dwa zespoły, jednakże dzięki umiejętnemu manewrowaniu Rosjan, nie zdołał zadać im w starciu pod Bosforem żadnych szkód, wystrzeliwując 126 pocisków. Sam został trzykrotnie niegroźnie trafiony przez rosyjskie przeddrednoty „Pantielejmon” i „Tri Swiatitiela”. W związku z brakami węgla kolejne akcje zostały mocno ograniczone. Krążownik wychodził w morze jako osłona konwojów tureckich w sierpniu i we wrześniu, będąc za każdym razem przedmiotem ataków rosyjskich okrętów podwodnych i niszczycieli. Podobnie było w listopadzie, gdy okręt podwodny „Morż” bezskutecznie atakował turecki okręt. W związku z niebezpieczeństwem utraty krążownika, został on czasowo wycofany z akcji na Morzu Czarnym. Powrócił do nich w początku 1916 roku.
Pod koniec 1915 roku zaszły znaczące zmiany w układzie sił pomiędzy marynarką turecką a rosyjską. Wejście do służby dwóch nowych drednotów typu Impieratrica Marija zmieniło go na korzyść Rosjan. 8 stycznia 1916 roku „Yavuz Sultan Selim” starł się po raz pierwszy z pancernikiem „Impieratrica Jekatierina Wielikaja” i został zmuszony do ucieczki wykorzystując przewagę prędkości. W kolejnych miesiącach krążownik wspierał głównie działania wojsk lądowych, walczących na froncie kaukaskim. 4 lipca ostrzelał port w Tuapse, zatapiając dwa statki handlowe, po czym uszedł wzdłuż bułgarskiego wybrzeża do Bosforu przed pościgiem floty rosyjskiej. Kilka dni później okręt został odesłany do stoczni remontowej dla naprawy jednego z wałów napędowych i pozostawał w niej do października. Braki węgla oraz amunicji do dział głównego kalibru sprawiły, że przez pewien czas krążownik nie brał aktywnego udziału w działaniach wojennych. W lecie 1917 roku został poddany kolejnemu remontowi. 4 września tegoż roku nastąpiła zmiana na stanowisku głównodowodzącego floty tureckiej: odwołanego do kraju admirała Souchona zastąpił również Niemiec, wiceadmirał Hubert von Rebeur-Paschwitz. Kolejnym, ostatnim już niemieckim dowódcą krążownika został komandor Albert Stoelzel.

#### Imroz

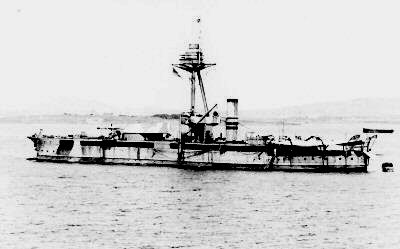
HMS „Raglan”

W grudniu 1917 roku Rosja, już po przejęciu władzy przez bolszewików, wycofała się z wojny. Na Morzu Czarnym zapanował spokój, zaś nowy niemiecki dowódca tureckiej marynarki zaproponował plan zagrożenia siłom brytyjskim stacjonującym w rejonie Morza Egejskiego. Według opracowanego w grudniu 1917 roku planu, obydwa krążowniki miały wyjść z Dardaneli i podjąć próbę przechwycenia transportów brytyjskich wojsk płynących do Palestyny, a w przypadku kontrakcji aliantów wycofać się z powrotem do cieśniny pod osłonę własnych pól minowych i patrolujących okrętów podwodnych. 20 stycznia 1918 roku „Yavuz Sultan Selim” i „Midilli” w eskorcie czterech niszczycieli pojawiły się w pobliżu wyspy Imroz. Przy wyjściu z Dardaneli pod kadłubem większego z okrętów eksplodowała mina, powodując nieznaczne tylko uszkodzenia, nie zagrażające powodzeniu operacji. Krążowniki rozdzieliły się i „Yavuz Sultan Selim” rozpoczął ostrzeliwanie budynku radiostacji na wyspie i frachtowców kotwiczących w jednej z zatok, zatapiając dwa z nich. Wkrótce przeniósł ogień na próbujący ataku torpedowego niszczyciel „Lizard”. Po zmuszeniu Brytyjczyków do zmiany kursu krążownik liniowy rozpoczął ostrzeliwanie dwóch wykrytych w kolejnej zatoce przez „Midilli” monitorów: „Raglan” i M28. Pomimo prób oporu i stawianej wokół nich przez „Lizard” zasłony dymnej, obydwa słabo opancerzone okręty zatonęły w ciągu kilku minut.
Następnie turecka eskadra, ścigana przez niszczyciele „Lizard” i „Tigress”, skierowała się na południe, w kierunku wyspy Limnos, gdzie stacjonował przeddrednot „Agamemnon”. Do kontrakcji przystąpiły też nieliczne samoloty brytyjskie. Wkrótce krążowniki wpłynęły na nierozpoznane brytyjskie pole minowe. Pod „Midilli” wybuchły kolejno trzy miny, które spowodowały przewrócenie się okrętu na burtę i zatonięcie po eksplozji dwóch kolejnych min. Próbujący podjąć rozbitków „Yavuz Sultan Selim” również wszedł na minę, po czym wiceadmirał Rebeur-Paschwitz podjął decyzję o przerwaniu akcji i natychmiastowym powrocie do Dardaneli pod osłoną oczekujących niszczycieli tureckich. Wkrótce pod krążownikiem wybuchła trzecia mina. Poważnie uszkodzony „Yavuz Sultan Selim” dotarł do cieśniny, gdzie w wyniku błędu nawigacyjnego osiadł na mieliźnie.
Próby ściągnięcia okrętu na głęboką wodę zajęły sześć dni. W tym czasie Brytyjczycy wciąż podejmowali próby jego zniszczenia lub przynajmniej uszkodzenia, jednak nie przyniosły one większych efektów. Skutkiem nalotów lotniczych były jedynie dwa trafienia bombami o niewielkim wagomiarze. Tureckie myśliwce broniące krążownika (jednym z ich pilotów był podporucznik Ludomił Rayski) odnotowały w tym czasie jedno zwycięstwo powietrzne. Próba wejścia do Dardaneli okrętu podwodnego E14 była spóźniona, w dodatku podczas niefortunnego ataku na inną turecką jednostkę 28 stycznia okręt odniósł uszkodzenia od przedwczesnego wybuchu własnej torpedy i po wynurzeniu został uszkodzony, a następnie zatopiony przez artylerię nadbrzeżną.
Ostatecznie „Yavuz Sultan Selim” został ściągnięty z mielizny 26 stycznia po południu i powrócił do Konstantynopola na holu starego pancernika „Turgut Reis”. Prowizorycznie naprawiony, z użyciem betonowego koferdamu, krążownik przewiózł pod koniec marca członków komisji rozjemczej państw centralnych z jej przewodniczącym, wiceadmirałem Albertem Hopmanem, do Odessy. 2 maja 1918 roku wszedł do portu w okupowanym przez Niemców Sewastopolu na remont. Pobyt w suchym doku, w dniach od 7 do 14 maja, był pierwszym takim od czterech lat. W jego trakcie poczyniono najbardziej niezbędne naprawy, resztę prac kontynuując później w Stambule. 28 czerwca krążownik w eskorcie tureckich kontrtorpedowców został wysłany do Noworosyjska, gdzie jego obecność miała wymusić przekazanie bazujących tam okrętów rosyjskich Niemcom. Zanim dopłynęli do portu, zrewoltowane załogi rosyjskie, na rozkaz władzy radzieckiej, dokonały samozatopienia swych jednostek. Po odkryciu tego faktu „Yavuz Sultan Selim” zawrócił do Konstantynopola, pozostawiając w rejonie jedynie kontrtorpedowce.
14 lipca 1918 okręt został wycofany z czynnej służby i odstawiony w porcie İstinye. W lipcu i sierpniu, na czas pobytu w stoczni remontowej, obowiązki dowódcy okrętu przejął komandor podporucznik (Korvettenkapitän) Heinrich Lampe. 2 listopada 1918 roku, w dwa dni po ogłoszeniu zawieszenia broni pomiędzy Imperium Osmańskim a państwami sprzymierzonymi, niemiecka załoga formalnie przekazała okręt Turkom (co było jednym z warunków rozejmu), a pierwszym tureckim dowódcą okrętu został admirał Arir Pasza. W oczekiwaniu na ostateczne warunki pokojowe, zwycięskie państwa pozostawiły okręt pod zarządem tureckim, pod warunkiem skierowania go do rezerwy. Na mocy traktatu z Sèvres z 1920 roku miał zostać przekazany Wielkiej Brytanii w ramach reparacji, jednak po utworzeniu Republiki Tureckiej, w wyniku ustaleń traktatu z Lozanny w 1923 roku pozostawiono go Turcji.

#### Wpływ okrętu na przebieg wojny
Przed wybuchem wojny „Goeben” i „Breslau” stacjonowały na Morzu Śródziemnym, po jej rozpoczęciu zaś cała brytyjska Flota Śródziemnomorska została zaangażowana w celu ich zniszczenia. W wyniku ogromnych nieporozumień i niekompetencji lokalnego dowódcy – admirała Milne’a, niemieckim okrętom udało się umknąć do Turcji. Zawiodły również działania floty francuskiej w tej mierze, skutkiem czego dowodzący nią adm. Auguste Boué de Lapeyrère został zdymisjonowany i zastąpiony na stanowisku dowódcy francuskiej floty śródziemnomorskiej.
Tuż po wybuchu wojny, Wielka Brytania odmówiła wydania Turcji kupionych i zapłaconych przez nią dwóch pancerników „Sultan Osman” i „Reşadiye”. Wojsko brytyjskie bez jakichkolwiek negocjacji i rekompensaty zajęło obydwa okręty, a przybyłe już w celu doprowadzenia jednostek do Turcji załogi internowano. Stanowiło to akt zniewagi dla państwa tureckiego, dodatkowo zaś po wybuchu wojny sojusznikiem Wielkiej Brytanii została Rosja, która była „odwiecznym” wrogiem Turcji. Sytuację te postanowiły wykorzystać Niemcy, które w celu wciągnięcia Turcji do wojny zaoferowały temu krajowi przebywające na Morzu Śródziemnym „Goeben” i „Breslau”. Wkrótce też Turcja przystąpiła do wojny po stronie Państw Centralnych. Będąca skutkiem tego kampania wojenna o Gallipoli i Dardanele, kosztowała Wielką Brytanię i Francję życie tysięcy żołnierzy i utratę wielu okrętów, czego można było uniknąć gdyby Turcja pozostała neutralna. Istnieje duże prawdopodobieństwo, iż w przypadku podjęcia przez Zjednoczone Królestwo próby bardziej dyplomatycznego rozwiązania problemu zamówionych okrętów tureckich, Turcja mogła pozostać stroną niewalczącą, a być może wręcz sojusznikiem Wielkiej Brytanii. Prawdopodobnie też dwa brytyjskie pancerniki w rękach tureckich stanowiłyby mniejsze zagrożenie niż „Goeben” i „Breslau”. Zwłaszcza biorąc pod uwagę fakt służby na tych ostatnich doświadczonych niemieckich załóg. Tymczasem dwa zbudowane w Wielkiej Brytanii pancerniki nie byłyby prawdopodobnie zbyt efektywne w tureckiej służbie bez brytyjskiej pomocy, zaopatrzenia w amunicję i wsparcia technicznego.
Tymczasem korzystające z pełnego wsparcia niemieckie okręty, reprezentowały szczytowe osiągnięcie niemieckiej marynarki. Zamykając dzięki przystąpieniu Turcji do wojny po stronie niemieckiej Dardanele, uniemożliwiły dostawy zaopatrzenia dla Rosjan, zaś próby otwarcia tych cieśnin angażowały dużo ludzi i zasobów niezbędnych na europejskich teatrach wojny. Na zasadzie kontrastu, dwa skonfiskowane przez Royal Navy tureckie pancerniki nie wniosły wiele do rezultatu wojny. Wprawdzie indywidualne straty bojowe zadane przeciwnikom przez „Goeben” i „Breslau” nie są nadzwyczajne w porównaniu z wywołanymi przez nie szkodami o znaczeniu strategicznym, wciąż jednak były to straty. Podobnie jak 28 lat później pancernik „Bismarck”, dwa niemieckie okręty związały znaczącą część Royal Navy. W odróżnieniu jednak od „Bismarcka” nie zostały skutecznie zniszczone, co samo przez się wywołało burzę w brytyjskiej Admiralicji, o poważnych konsekwencjach dla kariery wielu kluczowych postaci, w tym Winston Churchilla. W ogólnym obrazie sytuacji, wpływ „Goebena” i towarzyszącego mu drugiego okrętu na przebieg działań wojennych był bezprecedensowy.
Postawienie przed sądem wojennym admirała Ernesta Troubridge’a, którego obarczono odpowiedzialnością za ucieczkę dwóch okrętów, przyczyniło się do samobójczego ataku kadm. Christophera Cradocka na krążowniki admirała von Spee w bitwa pod Coronelem. Cradock nie chciał bowiem zostać wzorem Troubridge’a oskarżony o umożliwienie ucieczki niemieckim okrętom. Jak napisał późniejszy Pierwszy lord Admiralicji:

„Goeben” [...] przyniósł więcej rzezi, nieszczęść i zniszczeń, niż kiedykolwiek urodziło się okrętowym kompasie.

### Dalsza służba
W okresie międzywojennym krążownik pozostawał w składzie nowej marynarki Republiki Tureckiej, ale przez długi czas nie nadawał się do służby liniowej. Naprawę uszkodzeń z 1918 roku i wieloletnich zaniedbań z lat, gdy okręt obsadzony szkieletową załogą stacjonował w Izmicie, przeprowadzono dopiero w latach 1927–1930, dzięki pozyskanemu z Niemiec dokowi pływającemu i przy współpracy francuskich stoczniowców. Podczas remontu przystosowano wszystkie kotły do opalania paliwem płynnym i zainstalowano nowy system kierowania ogniem, produkcji francuskiej. Na próbach prędkości okręt osiągnął maksymalnie 27,1 węzła.

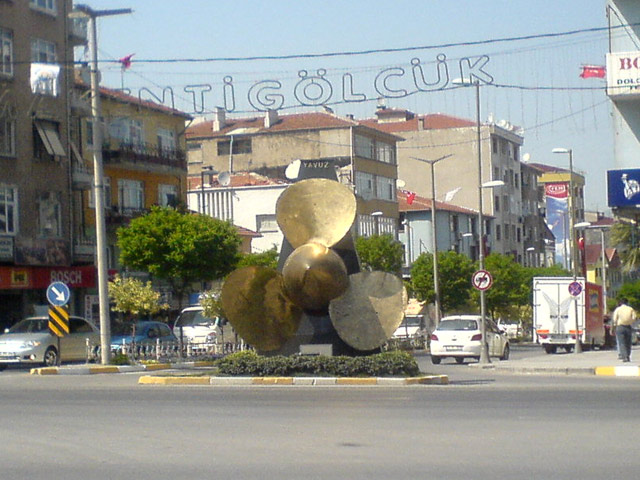
Śruba okrętowa „Yavuza”, eksponowana w Gölcük

Po powrocie do linii w 1930 roku zmieniono nazwę okrętu na „Yavuz Selim”. Krążownik ponownie został okrętem flagowym tureckiej marynarki wojennej, pełniąc jednocześnie funkcję jednostki szkolnej. Używany był także w roli jachtu państwowego: w 1933 roku przewiózł premiera İsmeta İnönü z Warny do Stambułu, a rok później gościł na swym pokładzie szacha Iranu, Rezę Pahlawiego. W 1936 roku skrócono nazwę krążownika na „Yavuz”. W tym samym roku przebywał z wizytą na Malcie. W 1938 roku ponownie przeszedł krótki remont, a w listopadzie przewiózł ze Stambułu do Izmitu ciało zmarłego Kemala Atatürka.
Podczas II wojny światowej „Yavuz” stacjonował w Gölcük. Ponieważ Turcja do 24 lutego 1945 roku zachowała neutralność, nie uczestniczył w akcjach bojowych, w ostatnich dniach wojny uczestnicząc w niewielkich operacjach przeciwko niedobitkom wojsk niemieckich. W 1941 roku, podczas kolejnego remontu, otrzymał wzmocnione uzbrojenie przeciwlotnicze, składające się z czterech dział kal. 88 mm, dziesięciu działek kal. 40 mm i czterech kal. 20 mm. W tym samym usunięto rufowy maszt, dla powiększenia sektorów ostrzału artylerii przeciwlotniczej. Kolejną modyfikację uzbrojenia przeciwlotniczego, połączoną z wymianą luf dział artylerii głównej, przeprowadzono w 1950 roku.
Po przystąpieniu Turcji do NATO „Yavuz” otrzymał numer burtowy B70. 20 grudnia 1950 roku przesunięto go do rezerwy, zaś z czynnej służby wycofano 14 listopada 1954 roku, po czym zacumowano na stałe przy nabrzeżu, gdzie służył jako pływająca baza i jednostka reprezentacyjna. Na przełomie lat 60. i 70. był oferowany do sprzedaży rządowi Republiki Federalnej Niemiec, który miał go adaptować do roli okrętu muzeum, ale z różnych przyczyn transakcja nie doszła do skutku. Ostatnia ceremonia opuszczenia bandery odbyła się 7 czerwca 1973 roku (według innych źródeł w 1971 roku), w obecności głównodowodzącego floty tureckiej i attaché morskiego Republiki Federalnej. Został wycofany ze służby jako ostatni okręt swojej klasy i zezłomowany w Turcji do lutego 1976 roku (według innych źródeł w latach 1973–1974).
Pozostałe po rozbiórce elementy konstrukcji krążownika są eksponowane jako pamiątki między innymi w Schiffartsmuseum we Flensburgu, Muzeum Niemieckim w Monachium, Muzeum Morskim w Stambule oraz kilku tureckich portach, związanych z historią okrętu.